# Římskokatolická farnost Třebětice u Dačic
Římskokatolická farnost Třebětice u Dačic je územní společenství římských katolíků v rámci telčského děkanství brněnské diecéze s farním kostelem svatého Václava.

## Historie farnosti
Farní kostel byl postaven roku 1854 na místě dřívější kaple. Samostatná farnost vznikla v roce 1867.

## Duchovní správci
Administrátorem excurrendo byl od 1. srpna 1995 R. D. Mgr. Jaroslav Pezlar. Ten se stal od 1. srpna 2023 farářem farnosti.

## Bohoslužby
| Kostel          | Místo             | Bohoslužba (den) | Hodina     | Poznámka     |
| --------------- | ----------------- | ---------------- | ---------- | ------------ |
| svatého Václava | Třebětice u Dačic | neděle středa    | 9.15 17.00 | farní kostel |

## Aktivity ve farnosti
Dnem vzájemných modliteb farností za bohoslovce a bohoslovců za farnosti brněnské diecéze je 26. říjen. Adorační den připadá na 30. ledna.
Ve farnosti se pravidelně koná tříkrálová sbírka. V roce 2017 se při sbírce vybralo v Dačicích a okolí 298 561 korun.